# Throbbing Gristle
Throbbing Gristle byla anglická hudební a vizuálněumělecká skupina, která se vyvinula z umělecké skupiny COUM Transmissions. Throbbing Gristle vznikla v roce 1975 a je často spolu s jejich současníky Cabaret Voltaire vnímána jako zakladatelka industriální hudby. Její sestavu tvořili Genesis P-Orridge (baskytara, housle, zpěv, vibrafon), Cosey Fanni Tutti (kytara, kornet, zpěv), Peter „Sleazy“ Christopherson (ready-made, žestě, klavír, vibrafon, synthesizer) a Chris Carter (syntezátor, elektronika). Skupina se rozpadla v roce 1981, ale její členové se podíleli i na jiných projektech a v roce 2004 Throbbing Gristle obnovili, ale v roce 2010 se po smrti Petera Christophersona znovu rozpadli.

## Diskografie
Studiová alba
- The Second Annual Report (1977)
- D.o.A: The Third and Final Report of Throbbing Gristle (1978)
- 20 Jazz Funk Greats (1979)
- Journey Through a Body (1982)
- CD1 (1986)
- TG Now (2004)
- Part Two: The Endless Not (2007)
- The Third Mind Movements (2009)